# Solenocera annectens
Solenocera annectens är en kräftdjursart som först beskrevs av James Wood-Mason 1891.  Solenocera annectens ingår i släktet Solenocera och familjen Solenoceridae. Inga underarter finns listade i Catalogue of Life.